# Duggavatti, Harapanahalli
Duggavatti là một làng thuộc tehsil Harapanahalli, huyện Davanagere, bang Karnataka, Ấn Độ.